# 斯基達韋島 (喬治亞州)
斯基達韋島（英語：Skidaway Island）是位於美國喬治亞州查塔姆縣的一個人口普查指定地區。

## 地理
斯基達韋島的座標為31°55′39″N 81°02′33″W / 31.92750°N 81.04250°W，而該地最高點為海拔高度3米（即10英尺）。

## 人口
根據2010年美國人口普查的數據，斯基達韋島的面積為46.30平方千米，當中陸地面積為42.40平方千米，而水域面積為3.90平方千米。當地共有人口8341人，而人口密度為每平方千米180人。